# Gagnåns naturreservat
Gagnån är ett naturreservat i Habo kommun i Jönköpings län.
Reservatet bildades år 2000 och omfattar 320 hektar. Det är beläget 11 km norr om Habo och består mest av sumpskog, mossar och kärr.
Bäckarna i området har utmärkt vattenkvalitet med visst kalkinnehåll. På flera platser finns källor med utströmmande grundvatten. I övre delen av Gagnån finns bestånd av bäcköring och i den nedre delen insjööring som vandrar upp från Vättern.
Skogsmiljön med vattendrag har skapat förutsättningar för ett rikt fågelliv. I området finns trana, tjäder, kungsfiskare, strömstare, forsärla med flera arter.